# Средно училище „Христо Ботев“ (Разград)
Средно училище „Христо Ботев“ е средно училище в Разград на адрес: ул. „Дъбрава“ № 2. Има една учебна смяна. От 2010 година директор на училището е Стойчо Стойчев.